# 歴史的仮名遣

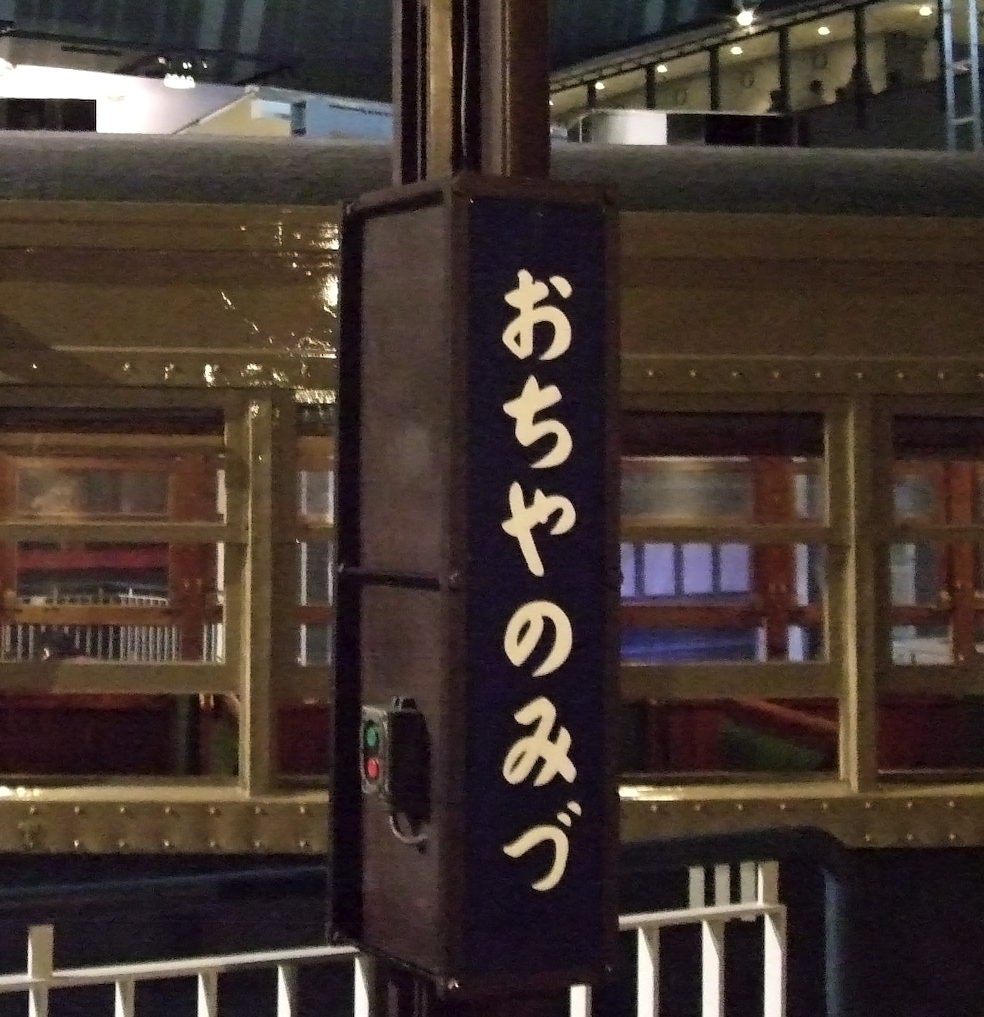
歴史的仮名遣で書かれた戦前の御茶ノ水駅（東京都）の駅名標（鉄道博物館（さいたま市））
お茶 の開拗音 「ゃ」 は大書きし、水 は 「みづ」 となる。（→表記法則を参照）

歴史的仮名遣・歴史的仮名遣い（れきしてきかなづかひ）とは、仮名遣の一種。現代仮名遣いと対比して「旧仮名遣」（き[ゆ]うかなづかひ）とも呼ばれるほか、「復古仮名遣い」や「古典仮名遣い」とも呼ばれる。後述の現代仮名遣いを批判する立場の人によって「正假名遺」と呼称される場合もある。
日本の古代における語の発音の区別を研究し規範とする仮名遣いとされるが、平安時代中期以降の平安文学の仮名遣いを規範とする。したがって、それ以前の発音の区別である「え /e/」と「や行え /ye/」との書き分けは通常行わず、さらに以前の上代特殊仮名遣の甲類乙類の区別も書き分けない。
なお本項では一般的な仮名による正書法の意味では「仮名遣」とし、根拠の異なる2系統の仮名遣を「歴史的仮名遣」と「現代仮名遣い」として、表記を統一する。ただし固有名詞である「現代かなづかい」などの名称についてはこの限りではない。

## 概要
歴史的仮名遣とは一般には、江戸時代中期の契沖による仮名遣い説を修正・発展させ、平安時代初期までの実際の綴りを発掘したものを基としている。明治から第二次世界大戦終結直後までは公的に用いられており、戦後の国語国字改革の流れによって「現代かなづかい」が告示されるまで、正式な仮名遣として教えられていた。
歴史的仮名遣の原理は、仮名発明当初の表記を、その後の発音習慣の変化（転呼）にかかわらず引き継ごうということであるが、現実的には本来の表記を完全に確定できるわけではない。資料に基づく研究は契沖に始まることにより、まだいくらかの誤りが含まれている可能性は充分にある。その例の一つが「机」である。これは戦前長らく「ツクヱ」とされ、「突き据ゑる」などの意味であるとされてきたが、平安初期の文献を詳しく調べたところ、ヤ行のエ「突き枝（え）」が正しいとされ、戦後では「ツクエ」と綴られる。このように諸説あるものは多くあり、例えば紫陽花は古形「あつさゐ（あづさゐ）」から「あぢさゐ」であるとされる。現在では訓点語学や上代語研究の発達により、大半は正しい表記が判明しているが、これらのようにかつて疑わしいとされた、あるいは現在でも疑わしいとされる例は「疑問仮名遣」と呼ばれる。

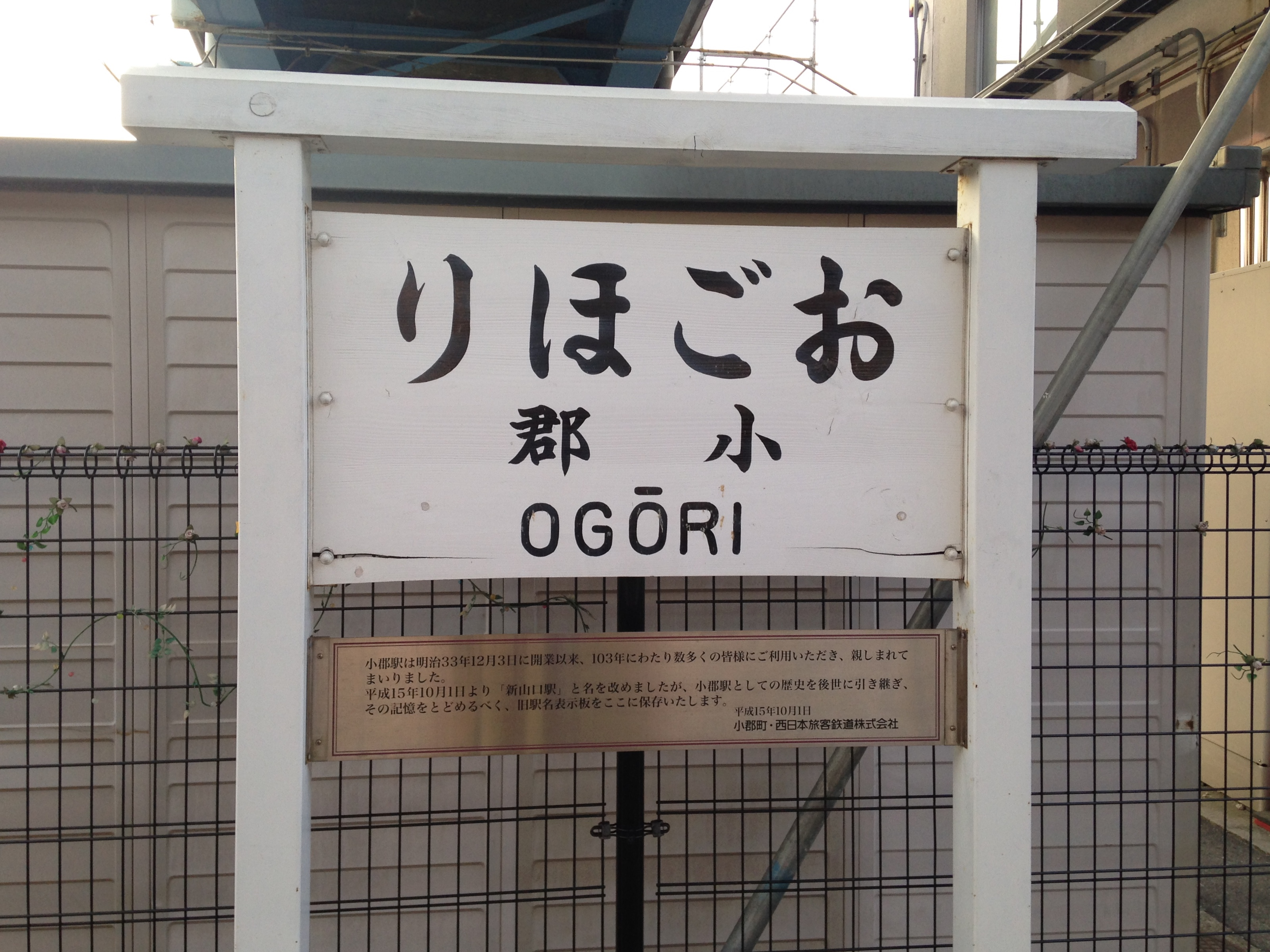
新山口駅の旧駅名表示板
歴史的仮名遣では「をごほり」であるが、駅名標では「おごほり」と表記する。

また誤用による仮名遣のうち、特に広く一般に使用されるものを「許容仮名遣」と呼ぶ。「或いは（イは間投助詞であるが、ヰやヒと綴られた）」、「用ゐる（持ち率るの意だが、混同によりハ行・ヤ行に活用した）」、「つくえ（先述のツクヱ）」などでの誤用である。なお「泥鰌（どぢやう）」を「どぜう」としたり、「知らねえ」を「知らねへ」としたりするのは歴史的仮名遣ではなく、江戸時代の俗用表記法であり、特にその根拠はない。

### 字音仮名遣の扱い

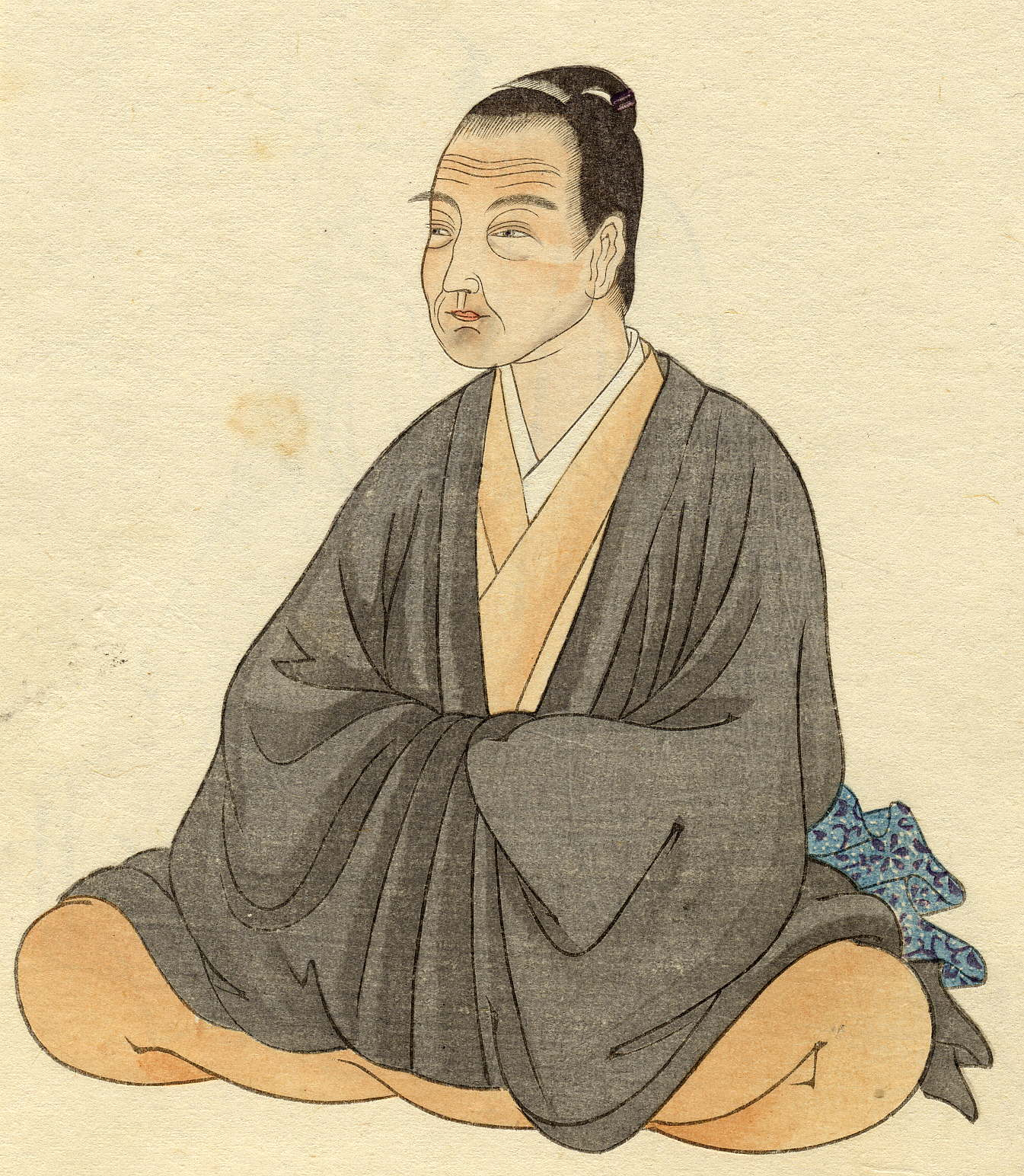
本居宣長は字音の仮名表記の規範化に本格的に乗り出し、『字音仮字用格』のほかに『漢字三音考』などを著した。

漢字音の古い発音や音韻を表記するためにつくられた仮名遣いを字音仮名遣と呼ぶ。歴史的仮名遣における字音仮名遣の体系的な成立はきわめて遅く、江戸期に入って本居宣長が『字音仮字用格』を著すまで正しい表記の定められないものが多かった。現代仮名遣いの施行まで行われた明治以降の歴史的仮名遣では、字音仮名遣を踏襲したが、多くは宣長の研究によっているので、『字音仮字用格』の影響は大きい。
このように、広義の歴史的仮名遣にはこれも含むが、和語における歴史的仮名遣とは体系を別にするものであるから同列に論ずることはできない上に、そもそも字音仮名遣は表記された年代のほか、どの時代における音韻を基準とするかなどによって揺れが激しく、定見を得ないものも多い。そのような成り立ちから、歴史的仮名遣論者にも、「表語（表意）」を重視する立場から見て字音仮名遣を含めない者（時枝誠記・福田恆存・丸谷才一）と、含める者（三島由紀夫）がおり、字音仮名遣と歴史的仮名遣に対する立場は一様ではない。前者の主張は漢字自体が表語文字だからということであるが、その場合漢字制限を指してこれに反発した（後述）。

## 歴史

### 前史
江戸時代の契沖が仮名遣についての研究を世にあらわす前、仮名遣にはおよそ以下のような推移があった。
国語表記の始まった上代の借字（万葉仮名）では、上代特殊仮名遣が行われたが、平安時代初期に仮名が発達して借字が衰退し、同時に上代特殊仮名遣も衰退した。平安中期になると「天地の詞」にみられるような、えとや行えの区別が上代特殊仮名遣の衰退と共に薄れた。
こうした表記上の変化については、時代とともに日本語の音韻が以下のように変化し表記同化が生じたことによると推測されている。
- 平安初期に上代特殊仮名遣が消失、甲類乙類が同化。
- 平安初期から中期にかけて、「え」と「や行え」との区別が消失。
- ハ行転呼が平安中期[注 4]から長い時間をかけて滲透、語頭以外のハ行音がワ行音となる。
- 平安中期以降、「お」の音が「を」に変化合流する。
- 平安中期あたりから「ゐ」・「ゑ」と「い」・「え」の混同が見られ、鎌倉時代にはほぼ合一する。

表記が同化した理由は、多く「音韻が変化したため」と推測されているが、上代特殊仮名遣に関しては特に異論が絶えない。ともかく何らかの理由、一般には音韻変化により表記が変則的なものとなり、合理性や正則性を重んずる上で不都合が生じたと推測されている。『仮名文字遣』の序文には「文字の聲かよひたる誤あるによりて其字の見わきかたき事在之」（文字の音が重なって誤りがあるから、だからその文字の区別を示す）とあり、つまり変則を誤りとして、正しい表記を指南する必要が生じた。これが仮名遣が考えられるようになった起こりである。ただし当時の仮名は、日常で使用する限りにおいては、その使用を妨げるほどの表記の混乱、すなわち変則はなかったことも指摘されており、この変則を交えながら慣習的に使われていた仮名遣は「平安かなづかい」とも呼ばれている。

#### 定家仮名遣

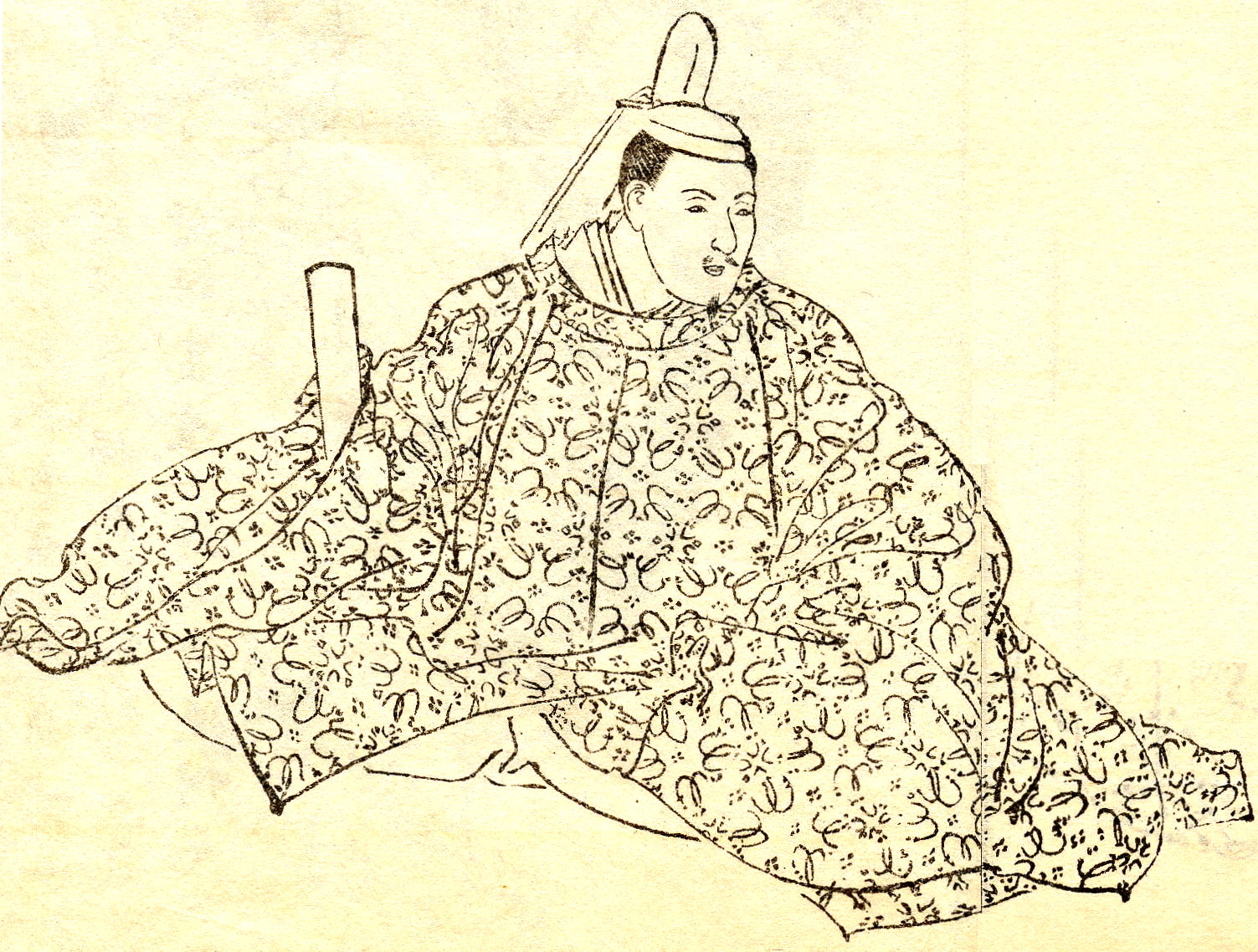
藤原定家

鎌倉時代になると、藤原定家が仮名を表記する上での仮名遣の規範が必要と述べ、著作『下官集』の中で語例を示した。それを後に行阿が補充整理して『仮名文字遣』を著し、実例を挙げることによって仮名の使用法を示した。これが一般には「定家仮名遣」と称される。その後、この定家仮名遣が教養層の間で、文章を書く際の規範と見做された。なお、『仮名文字遣』は以後もその語例が後人によって増補される修正がなされた（定家仮名遣の項参照）。
しかし、下官集の語例の一部は、上代のものとは異なる仮名遣を示した。この原因は、定家の調べた文献が、必ずしも充分古いものではなく、すでに音韻の変化により変則した表記を含んだためと考えられる。また、「を」と「お」の仮名の使い分けは、古い文献に依拠するものではなく、当時の語のアクセントに基づいた。

### 国学における研究

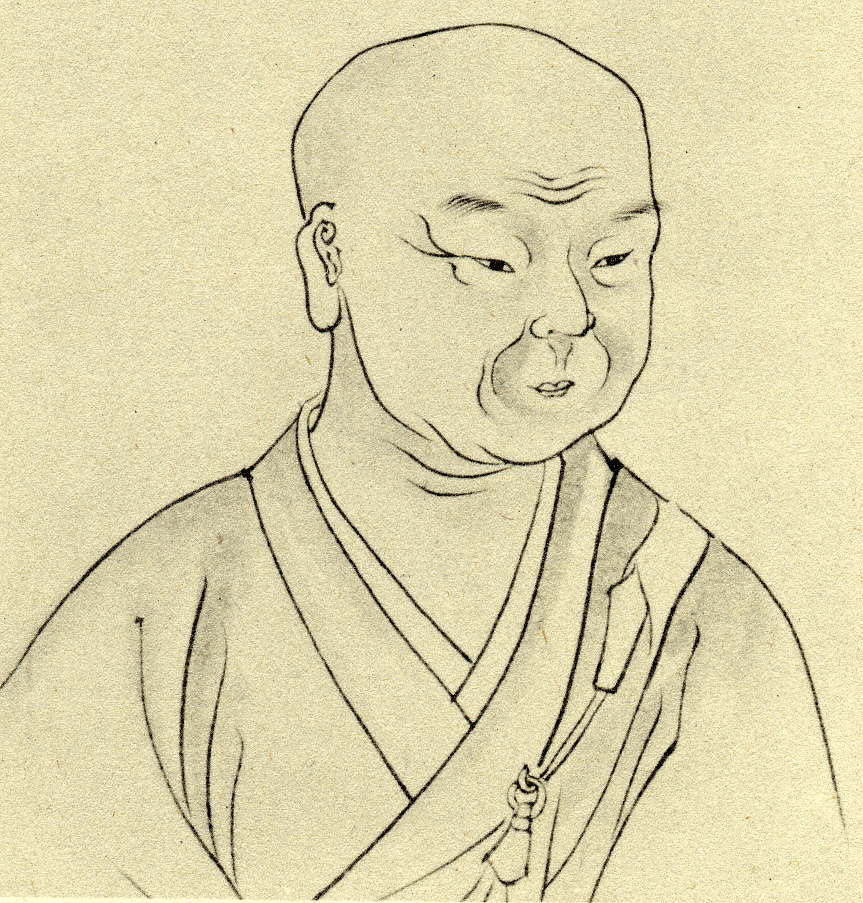
音韻の変化する以前の古い文献に基づいて、仮名遣が学問的に研究されるようになるのは契沖に始まる。

江戸時代初期の元禄時代、僧契沖が『和字正濫鈔』において、古い時代の仮名遣を明らかにした。契沖は仮名遣いの規範として『万葉集』や『日本書紀』などの出典を明記し、「居（ゐ）る」と「入（い）る」などのように、「語義の書き分け」のためにあると結論づけた。この「契沖仮名遣」によって、定家仮名遣いに対して修正が必要であることが明らかになった。

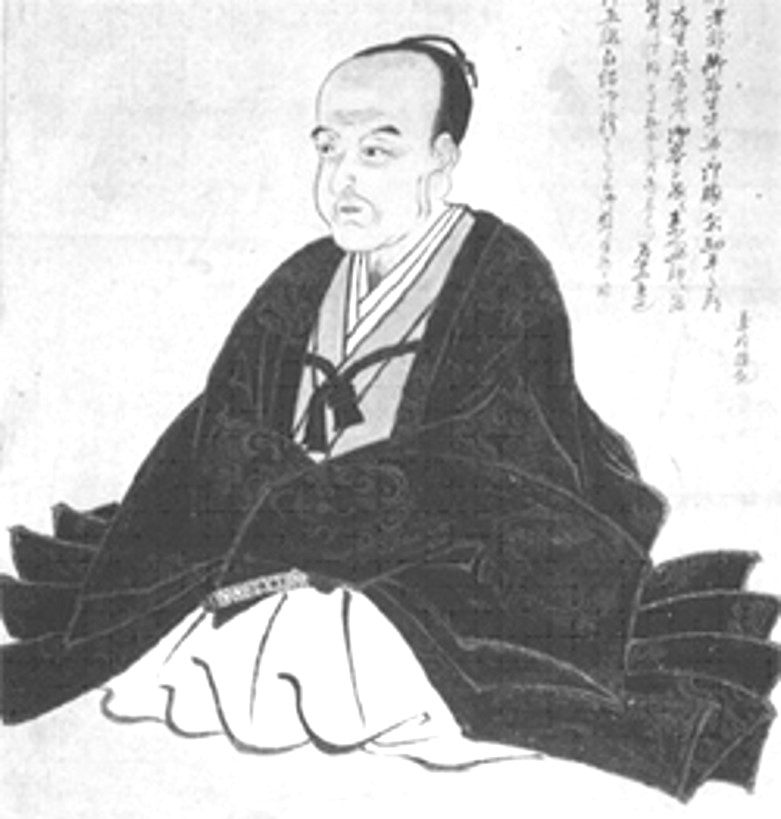
楫取魚彦は『和字正濫鈔』に典拠が少ないことを問題視し、契沖と同じ立場から多種多様な文献を出典として挙げた。

江戸時代中期には、楫取魚彦が「契沖仮名遣」の修正を試みて、用例を入念に検討した『古言梯』を著した。その結果として、仮名遣とは発音の書き分けであり、その後の混乱は発音の歴史的変化により生じたものであることが明らかにされた。『古言梯』は魚彦の没後も、補訂増補版にあたる語学書が数多く出版され、これにより歴史的仮名遣は表記の上で、また理念の上からもほぼ完成の域に達した。
江戸後期には、宣長の弟子である石塚龍麿が『古諺清濁考』と『假名遣奧山路』を著し、いわゆる上代特殊仮名遣の存在が明らかとなった。奧村榮實は『古言衣延辨』で、龍麿による上代特殊仮名遣を過去の発音の相違によると推定した。なお上代特殊仮名遣についての研究は、橋本進吉が論文を発表している。

### 明治から第二次世界大戦まで
明治時代になって公教育では、上で述べた契沖以来の国学の流れを汲む仮名遣を採用した。これが今日において歴史的仮名遣と呼ばれるものである。歴史的仮名遣とは契沖仮名遣と字音仮名遣であった。
明治維新前後以来、国語の簡易化が表音主義者によって何度も主張された。すなわち、「表記と発音とのずれが大き過ぎるので、歴史的仮名遣の学習は非効率的であるから、表音的仮名遣を採用することで国語教育にかける時間を短縮し、他の学科の教育を充実させるべきである」との主張である。それらは漢字を廃止してアルファベット（ローマ字）や仮名のみを使用するものであった。しかし、このような主張に対して、民間からの強い批判があり、国語の簡易化が罷り通ることはなかった。
このような背景により、1900年のいわゆる｢棒引仮名遣い｣は、あまり広まらないまま廃止された。また、国語調査会の仮名遣改定案(1924年)も強い反対意見に遭って公布には至らなかった。その後、新たに設置された国語調査会によってに「新字音仮名遣表」(1942年)が発表されたものの、これも戦時下のため行われなかった。

### 戦後
昭和21年 (1946年)、GHQの民主化政策の一環として来日したアメリカ教育使節団の勧告により政府は表記の簡易化を決定、「歴史的仮名遣」は古典を除いて公教育から姿を消し、「現代かなづかい」が公示され、ほぼ同時期にローマ字教育が始まった。以来、この新しい仮名遣である「現代かなづかい」（新仮名遣、新かな）に対して歴史的仮名遣は「旧仮名遣」（旧かな）と呼ばれる様になった。「現代かなづかい」は制定後比較的速やかに社会に定着し、1970年代以降は公的文書、新聞はもとより、ノンフィクションや小説に至るまで、ほとんどが原文の仮名遣いの何如に関わらず出版されるようになった。さらに昭和61年 (1986年)、「現代かなづかい」は「現代仮名遣い」に修正された。
なお、漢字制限も同時になされ、当用漢字（現・常用漢字）の範囲内での表記が推奨され、「まぜ書き」や「表外字の置換え」と呼ばれる新たな表記法が誕生した。当用漢字以後は人名用漢字が司法省（法務省）により定められ、漢字制限はJISも含めて混沌としたものとなっている。歴史的仮名遣論者では多く漢字制限にも反発することが多い。福田恆存などは、全ては国字ローマ字（横文字）化のためである、漢字制限に際しては改革案がCIEの担当官ハルビンによって「伝統的な文字の改変は熟慮を要する」と一蹴されたにもかかわらず断行した、と糾弾している。
その一方で、その後も仮名遣いの見直しを含む国語改革への批判と歴史的仮名遣の復権を主張して歴史的仮名遣での出版を続けた個人は少なくなかった。代表的な人物としては以下の人々が挙げられる。
文学者
谷崎潤一郎、内田百閒、金子光晴、川端康成、尾崎一雄、石川淳、森茉莉、円地文子、齋藤磯雄、結城信一、福永武彦、吉岡實、小沼丹、安岡章太郎、阿川弘之、塚本邦雄、三島由紀夫、丸谷才一、大岡信、高井有一、入澤康夫、吉原幸子、須永朝彦等
批評家
木内信胤、小林秀雄、吉田健一、福田恆存、松原正、中村粲等
研究者
小泉信三、山岸徳平、時枝誠記、田中美知太郎、宇野精一、森銑三、岡崎正継、小堀桂一郎、長谷川三千子、高森明勅等
作曲家の山田泉も生前に発表した文章に歴史的仮名遣を使用していた。さらに、井上ひさしや山崎正和、小西甚一、大野晋、大岡昇平らにも歴史的仮名遣によって公刊された著作がある。
ワードプロセッサやコンピュータで文章を書くという作業が現出した当初は、すべてのインプットメソッドが現代仮名遣いを当然の前提としていたことから、歴史的仮名遣で文章を書くことの困難は避けられなかった。その後、歴史的仮名遣を扱うインプットメソッド（『契冲』や『ATOK』文語モード）が出現し、さらにはシェアの大きいMS-IMEやOSを問わず使用可能なGoogle 日本語入力向けにフリーの変換辞書（『快適仮名遣ひ』）が提供され、字音仮名遣を除く一般的な歴史的仮名遣の文章入力が比較的手軽なものとなった結果、インターネット上の一部では歴史的仮名遣が根強く行われている。
なお、「現代仮名遣い」は「主として現代文のうち口語体のものに適用する」とし、「科学、技術、芸術その他の各種専門分野や個々人の表記にまで及ぼ」さないとしたことにより、文語文法によって作品を書く俳句や短歌の世界においては歴史的仮名遣も一般的である。定期刊行物としては「神社新報」が、「現代仮名遣いは文法的に考えて欠陥が多い」として現在でも歴史的仮名遣での発行を続けている。また固有名詞においては、現代でも以下のように、歴史的仮名遣が使用されている場合がある。
企業
- アヲハタ株式会社
- ヱビスビール (東京都渋谷区の地名「恵比寿」の由来、ローマ字表記はYEBISU)
- ヰセキ（井関農機のブランド）
- ニッカウヰスキー株式会社

人物
- 日色ともゑ
- すゑひろがりず
- 住井すゑ
- 私屋カヲル
- 眞鍋かをり
- よゐこ（歴史的仮名遣に擬した冗談表記）

その他
- 京都ゑびす神社
- 安曇野市（あづみのし）
- 智頭町（ちづちょう）（字音仮名遣の例）
- 新党きづな

## 表記の実際
原則は、仮名遣いの混乱が生じる以前の表記を踏襲するということである。これを現代仮名遣いとの比較において記述すると、まず両者の相異は現代仮名遣いにおける次の表記の箇所に限られる。
- わ  い  う  え  お
- じ    ず  じゃ  じゅ  じょ
- おう  こう  そう  とう  のう  ほう  もう  ろう
- きゅう  しゅう  ちゅう  にゅう  ひゅう  みゅう  ゆう  りゅう
- きょう  しょう  ちょう  にょう  ひょう  みょう  よう  りょう
- ん

和語のみ
- あお たお

漢語のみ
- か き け が ぎ げ
- っ

これ以外の表記の部分には相異はない。ここでは便宜的に和語だけでなく漢語（字音仮名遣）も取り扱う。
※「／」以降は漢語由来の仮名遣いを例示した。
具体的な相異は
- 現代仮名遣いの「い・え・お」には歴史的仮名遣で「ゐ・ゑ・を」とされるものがある。

　例：ゐど（井戸）　ゑむ（笑む）　をか（丘）あゐ（藍）　こゑ（声）　あを（青）／けいゐ（経緯）ゑ（絵）をんど（温度）
- 現代仮名遣いの「じ・づ」には歴史的仮名遣で「ぢ・づ」とされるものがある。（四つ仮名）。

　例：ぢぢ（爺）　みづ（水）ぢゃない（じゃない）／ぢしん（地震）ちづ（地図）
- 語頭以外の「わ・い・う・え・お」の多くが「は・ひ・ふ・へ・ほ」である（ハ行転呼）。

　例：かは（川）　こひ（鯉）　あふ（会う）　まへ（前）　かほ（顔）ゆふぐれ（夕暮れ）／はうはふ（方法）ほうなふ（奉納）
- 但し、ウ音便は「ふ」ではなく「う」である。

　例：おもうて（思うて）むかうがは（向こう側）
- 長音「おう・こう・そう…」の多くが「あう・かう・さう…」である。

　例：あふぎ（扇）　かうもり（蝙蝠）／たふあん（答案）のやうな（の様な）わうじ（王子）ゐゃうごふ（永劫）
- 長音「ゆう・きゅう・しゅう…」の多くが「いう・きう・しう…」である。

　例：きうり（胡瓜）　うつくしう（美しゅう）／むちう（夢中）いういん（誘因）
- 長音「よう・きょう・しょう…」の多くが「えう・けう・せう…」である。

　例：けふ（今日）　でせう（でしょう）／てふてふ（蝶々）しつえう（執拗）
- 長音の短縮語は短縮音のままである。

　例：そして（然うして）さよなら（左様なら）／ほんと（本当）
- 撥音「ん」には「む」とされるものがある。

　例：やむごとない（止ん事無い）をむな（女）／おむがく（音楽）くゎんらむ（観覧）
- 和語のみ「あお・たお」には歴史的仮名遣で「あふ・たふ」とされるものがある。

　例：あふひ（葵）たふれる（倒れる）／
- 漢音のみ「か・き・け・が・ぎ・げ」には「くゎ・く𛅐・く𛅑・ぐゎ・ぐ𛅐・ぐ𛅑」とされるものがある（合拗音）。

　例：／くゎんさい（関西）じゃうく𛅐ゃう（状況）ぐ𛅑んき（元気）
- 漢音のみ促音「っ」には「き・く」とされるものがある。

　例：／せきき（石器）がくかう（学校）
- 漢音のみ連音があるものがある（連声）。

　例：／はんおう（反応）りんゑ（輪廻）さむゐ（三位）おむやうじ（陰陽師）
- 戦前は外来語にも歴史的仮名遣いが適応されていた。

　例：ウヰスキー（whisky）ラヂオ（radio）クヮルテット（quartetto）ラムプ（lamp）
- また、一般的とは言えないが𛀁（ヤ行のエ）を区別する場合もある。

　例：𛀁だ（枝）つく𛀁（机）き𛀁る（消える）／けい𛀁い（経営）ひつ𛀁う（必要）
個々の語の歴史的仮名遣い表記は、国語辞典の見出し語の後にカタカナ表記などで併記されているので容易に参照できる。

## 現代仮名遣いへの批判

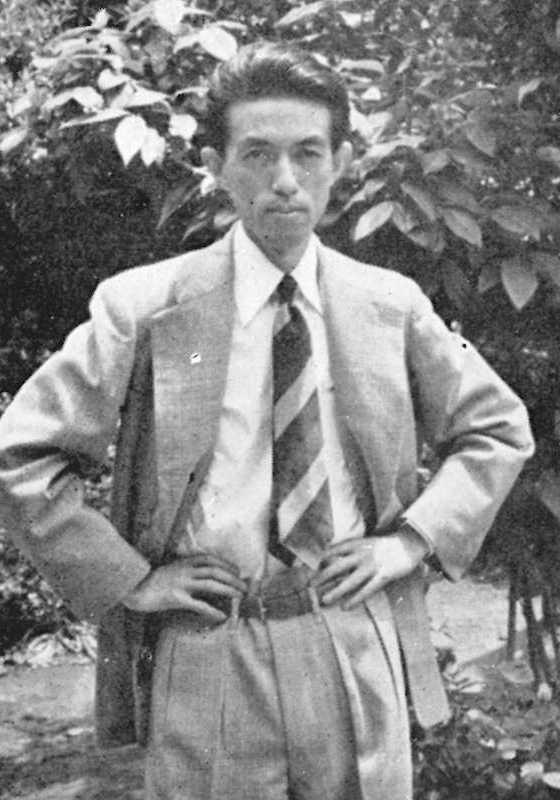
福田恆存は現代仮名遣いに徹底的な批判を行った。

第二次世界大戦後に行われた国語改革に対しては、様々な批判が続出した。例えば1959年（昭和34年）には、各界有志160余名の賛同を得て「國語問題協議會」が設立され、隔月に機関誌『國語國字』を発行するなど、活発な反対運動を展開している。
1960年（昭和35年）には批評家・劇作家の福田恆存が、『私の國語敎室』において「現代仮名遣いには論理的な矛盾がある」と主張した。福田は「現代仮名遣いは表音的であるとするが、一部は歴史的仮名遣を継承し、完全に発音通りであるわけではない」とし、例として「助詞の「は」「へ」「を」を発音通りに「わ」「え」「お」と書かないのは歴史的仮名遣を部分的にそのまま踏襲したものであり、「え」「お」を伸ばした音の表記は歴史的仮名遣の規則に準じて定められたものである」とした。また福田は「現代かなづかい」の制定過程や国語審議会の体制に問題があると指摘した。
その後、国語審議会から「表意主義者」4名が脱退する騒動が勃発し、表音主義者中心の体制が改められることとなった。1986年（昭和61年）に内閣から告示された「現代仮名遣い」では「歴史的仮名遣いは、我が国の歴史や文化に深いかかわりをもつものとして尊重されるべき」（「序文」）であると書かれるようになった。
このように必ずと言って良いほど対立の構図が見え隠れするのは、仮名遣いに関する微妙な問題（基準や規範、歴史性に対する「新・旧」の感情、教育における「強制」の側面など）が多く交錯しており、学術的側面のみで可否を論じきれない部分が存在するからである。